# Proton-protoncyclus

Schematisch overzicht van de proton-proton-reactie.

De proton-proton-reactieketen is een van de twee belangrijke klassen kernfusiereacties in zwakkere sterren, zoals de zon. Bij de proton-proton-reactieketen worden in verschillende stappen vier waterstofkernen (protonen) omgezet in een helium-4-kern (alfadeeltje).

## PPI-reactieketen
Eerst komen twee protonen samen en versmelten tot een deuteriumkern, onder uitstoting van een positron {\displaystyle e^{+}} en een elektron-neutrino {\displaystyle \nu _{e}}. De deuteriumkern vangt nog een proton op en wordt daarbij omgezet in een helium-3-kern, onder uitzending van een foton (gammastraling). Twee helium-3-kernen fuseren uiteindelijk tot een helium-4-kern en twee protonen. De positronen worden samen met de elektronen geannihileerd onder uitzending van gammastraling (hoogenergetische fotonen ver buiten het spectrum van zichtbaar licht).
{\displaystyle \mathrm {^{1}_{1}H\ +\ _{1}^{1}H\ \longrightarrow \ _{1}^{2}H\ +\ e^{+}\ +\ \nu _{e}\ +\ 0,42\ MeV} }
{\displaystyle \mathrm {^{2}_{1}H\ +\ _{1}^{1}H\ \longrightarrow \ _{2}^{3}He\ +\ \gamma \ +\ 5,49\ MeV} }
{\displaystyle \mathrm {^{3}_{2}He\ +\ _{2}^{3}He\ \longrightarrow \ _{2}^{4}He\ +\ 2\ _{1}^{1}H\ +\ 12,86\ MeV} }
Bij dit proces komt in totaal een energie vrij van 24,68 MeV, ofwel 4 × 10−12 joule.
De beschreven reacties worden samen ook wel de PPI-reactie genoemd (PP = proton-proton). Bij hogere temperaturen kunnen protonen ook nog via twee andere reacties worden omgezet in helium-4: PPII en PPIII.

## PPII-reactieketen
Bij de PPII-reactie reageert de helium-3-kern die bij de PPI-cyclus werd gevormd, met een helium-4-kern tot beryllium-7 onder uitzending van een foton. Beryllium-7 is radioactief en vervalt na gemiddeld 54 dagen door elektronenvangst tot lithium-7. Die kern fuseert op zijn beurt met een proton tot beryllium-8, dat ogenblikkelijk uiteenvalt in twee helium-4-kernen.
{\displaystyle \mathrm {^{3}_{2}He\ +\ _{2}^{4}He\ \longrightarrow \ _{4}^{7}Be\ +\ \gamma } }
{\displaystyle \mathrm {^{7}_{4}Be\ +\ e^{-}\ \longrightarrow \ _{3}^{7}Li\ +\ {\bar {\nu }}_{e}\ +\ 0{,}861\ MeV\ /\ 0{,}383\ MeV} }
{\displaystyle \mathrm {^{7}_{3}Li\ +\ _{1}^{1}H\ \longrightarrow \ _{4}^{8}Be\ \longrightarrow \ 2\ _{2}^{4}He} }

## PPIII-reactieketen
De beryllium-7-kern die bij de PPII-reactie ontstond, kan ook met een proton fuseren tot boor-8, onder uitzending van een foton. Die kern valt na gemiddeld 0,8 seconden uiteen in twee helium-4-kernen, samen met een positron en een elektronneutrino:
{\displaystyle \mathrm {^{3}_{2}He\ +\ _{2}^{4}He\ \longrightarrow \ _{4}^{7}Be\ +\ \gamma } }
{\displaystyle \mathrm {^{7}_{4}Be\ +\ _{1}^{1}H\ \longrightarrow \ _{5}^{8}B\ +\ \gamma } }
{\displaystyle \mathrm {^{8}_{5}B\ \longrightarrow \ _{4}^{8}Be\ +\ e^{+}\ +\ \nu _{e}} }
{\displaystyle \mathrm {^{8}_{4}Be\ \longrightarrow \ 2\ _{2}^{4}He} }

## CNOF-cycli
Een heel ander mechanisme waarbij waterstof wordt omgezet in helium, is de koolstof-stikstof-reactieketen, die wegens zijn cyclische karakter ook wel CNO- of CNOF-cyclus wordt genoemd. Atoomkernen van koolstof, stikstof, zuurstof en fluor fungeren hier als intermediairen.
Terwijl voor een effectieve CNO-cyclus temperaturen van meer dan 20 miljoen graden nodig zijn werkt de proton-proton-reactieketen bij 15 miljoen graden. De proton-proton-reactieketen vindt plaats in sterren met een massa en temperatuur vergelijkbaar met die van de zon, alsook in lichtere sterren. In zwaardere sterren overheerst de CNO-cyclus.